# فيرناندو ألفيس
فيرناندو ألفيس (بالإسبانية: Fernando Álvez)‏ (مواليد 4 سبتمبر 1959) هو لاعب كرة قدم. يلعب مع منتخب الأوروغواي لكرة القدم. سبق له أن لعب في كأس العالم لكرة القدم مع منتخب بلاده.

## روابط خارجية
- فيرناندو ألفيس على موقع الاتحاد الدولي (مؤرشف)  (الإنجليزية)
- فيرناندو ألفيس على موقع قاعدة بيانات كرة القدم.إي يو (الإنجليزية)
- فيرناندو ألفيس على موقع ناشيونال فوتبول تيمز (الإنجليزية)
- فيرناندو ألفيس على موقع Soccerway.com (الإنجليزية)
- فيرناندو ألفيس على موقع عالم كرة القدم.نت (الإنجليزية)